# Willi Brendel
Willi Brendel (* 6. August 1938 in Kaiserslautern; † 22. März 2006 ebenda) war ein deutscher Hockeyspieler. 

## Karriere
Der 1,68 Meter große Brendel spielte für die TSG Kaiserslautern. Für die deutsche Nationalmannschaft bestritt er von 1960 bis 1962 vier Länderspiele.
Bei den Olympischen Spielen 1960 in Rom wirkte Brendel als Stürmer in drei von fünf Spielen mit, unter anderem bei der 1:2-Viertelfinalniederlage gegen die späteren Olympiasieger aus Pakistan. Am Ende belegte die deutsche Mannschaft den siebten Platz.